# 廈門神社
厦门神社，是日本在第二次世界大戰佔領厦门市期間建立的一座神社，抗战后被被毁，现有部分遗址留存。原址在今思明區厦门宾馆明宵厅旁。
社格：官國幣社（民會）

## 歷史
1938年5月，日本海軍陸戰隊攻佔厦門。1939年3月23日，日本居留民会筹议在厦門公園（原中山公园改名，二戰後恢復原名）与万石植物公园之间的旧名为日月礁的小山上建立日本神社。小山方圆36,000平方米，地形蜿蜒起伏，怪石成洞，树木蓊郁。
1939年12月厦门神社筹建委员会成立，预计建立费用五万金。
1940年2月11日中午十一点四十分神社地址选定在虎园路的高台（市街东端蓼花溪美山约五千坪的高地，今虎园路16号厦门宾馆），举行地镇祭（奠基仪式）。
1940年11月3日举行上栋式御仪（上梁大吉仪式）。11月28日在台湾神社由厦门领事内田和厦门日本居留民会会长中津领队举行御镇座奉迎仪式，同一天在厦门神社举行地镇祭仪式，由内田领事、台湾神社主典松崎贞吉、台湾神社祢宜矶田新一主持。
1940年12月1日~3日举行厦门神社镇座祭( 迎接多神来此地镇守的仪式)奉祝大祭。供奉天照大神、明治天皇、昭宪皇太后、大国魂神、少循名神、大已贵神、能久亲王共三座七柱御神灵。神社配套周边有祝词舍、御假殿（拜殿）、神门、手水舍等建筑。
1941年5月10日，日军登陆侵占厦门三年，举行各种所谓纪念活动。厦门日本神社举行春季大祭。禾山五通的日军部队举行所谓阵亡将士慰灵祭祀。11月10日，厦门日本神社举行秋季大祭。
1942年2月11日，日本居民在厦门神社集会，举行“大东亚战必胜祈念祭”。6月22日，兴亚院经济部长作《日本与中国各地贸易情况》的讲演。厦门在乡军人分会和日本总领事馆警察署人员，在厦门神社附近举行巷战演习。
1945年~1956年二戰結束後遗址的用途不明。50年代成为厦门广播电台驻地。1956年起辟为厦门市高干招待所。1958年成立厦门市人民政府交际处后，这里列为厦门市第一招待所，1979年改称厦门宾馆至今，其中一栋红色的日式神社建筑（可能是拜殿或武德殿）直到上世纪八十年代在原址才改建成明宵楼舞厅，现改建为厦门宾馆明宵厅。

## 现状
现在遗址处还留存有当时厦门神社的几段石台阶、两尊狛犬和一些石座椅等构件。

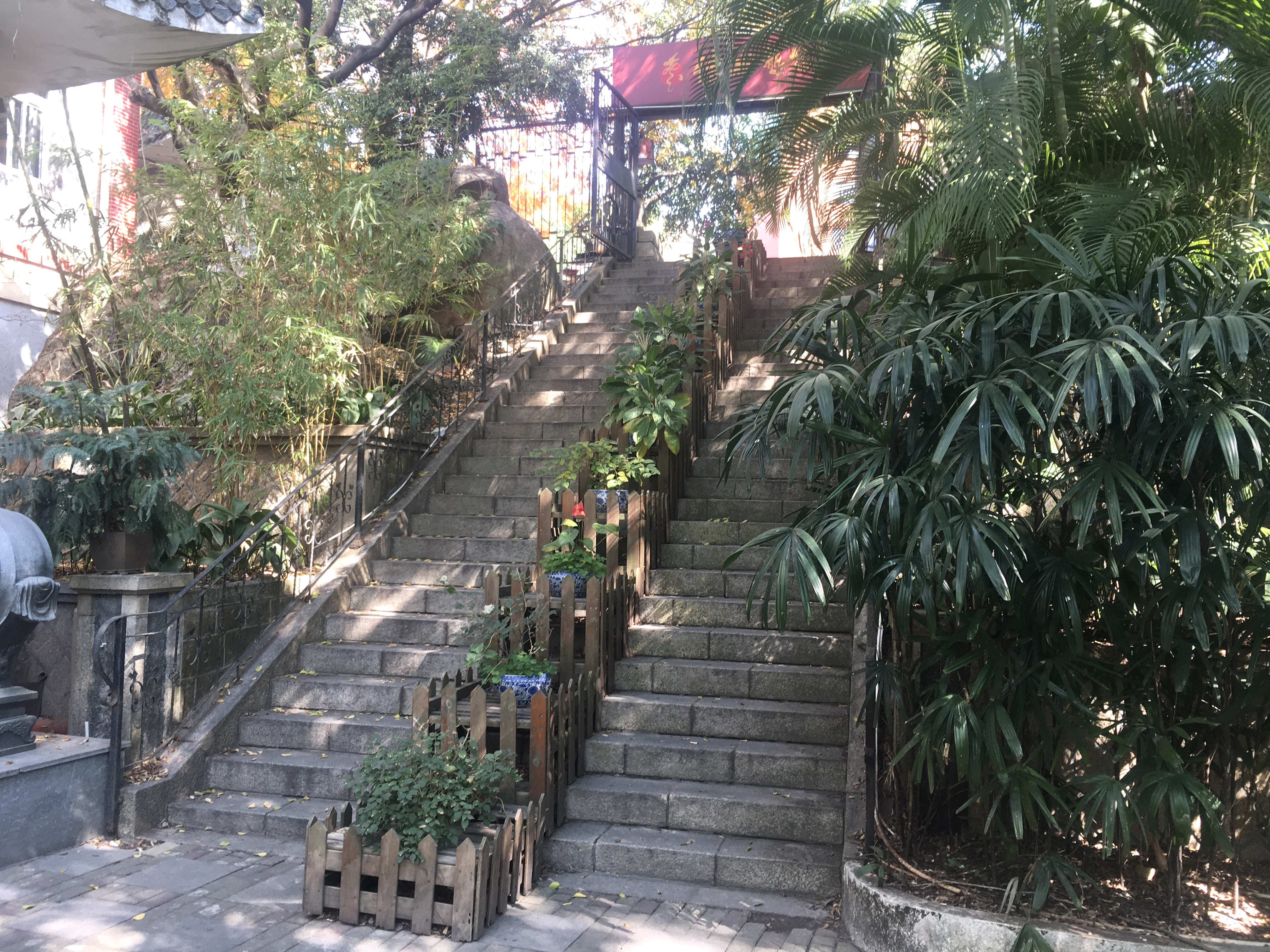
神社遗迹远景，现仅有部分石阶以及狛犬等仍有保留。
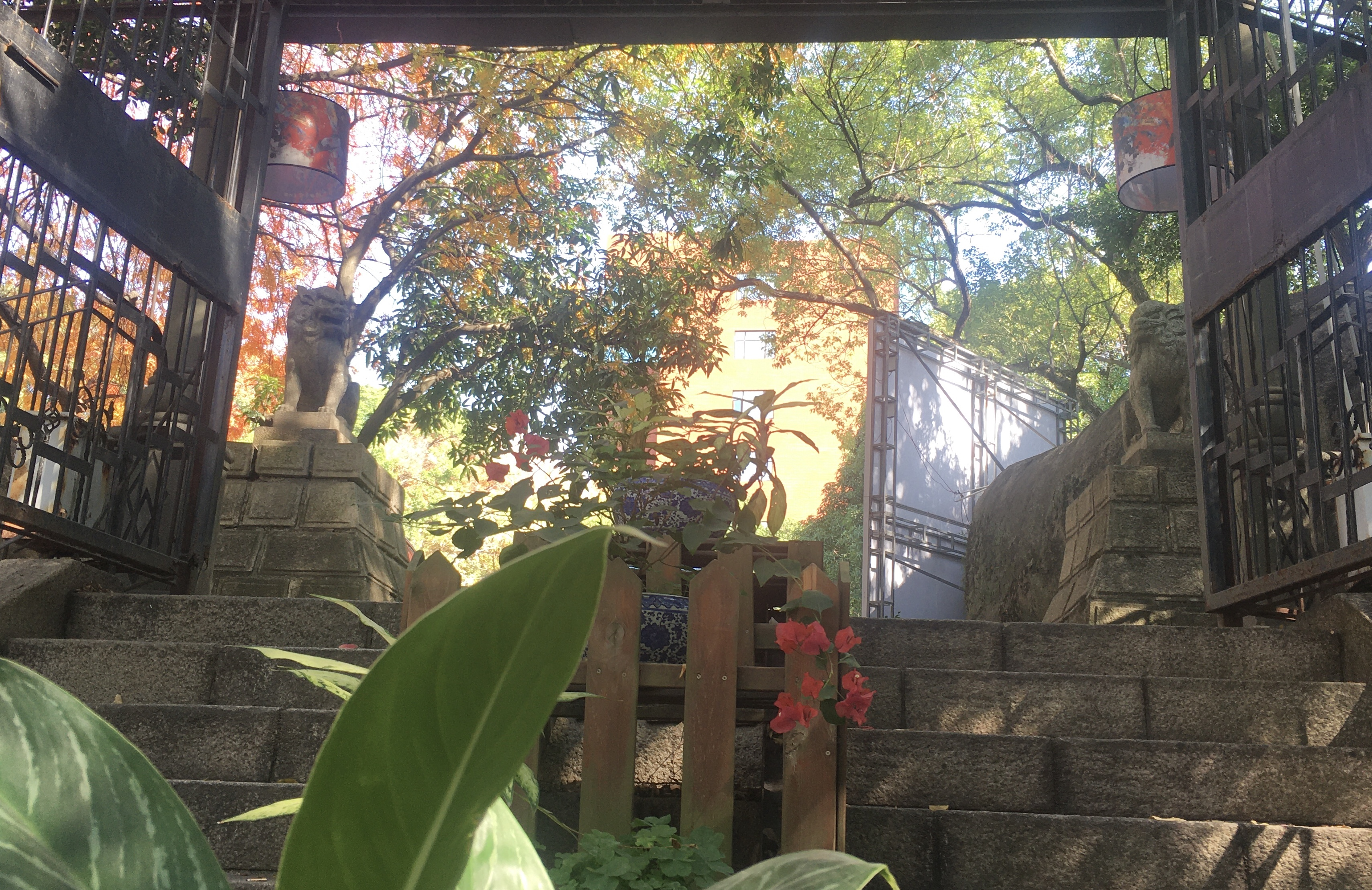
神社遗址近景，可以看到遗留下来的狛犬。
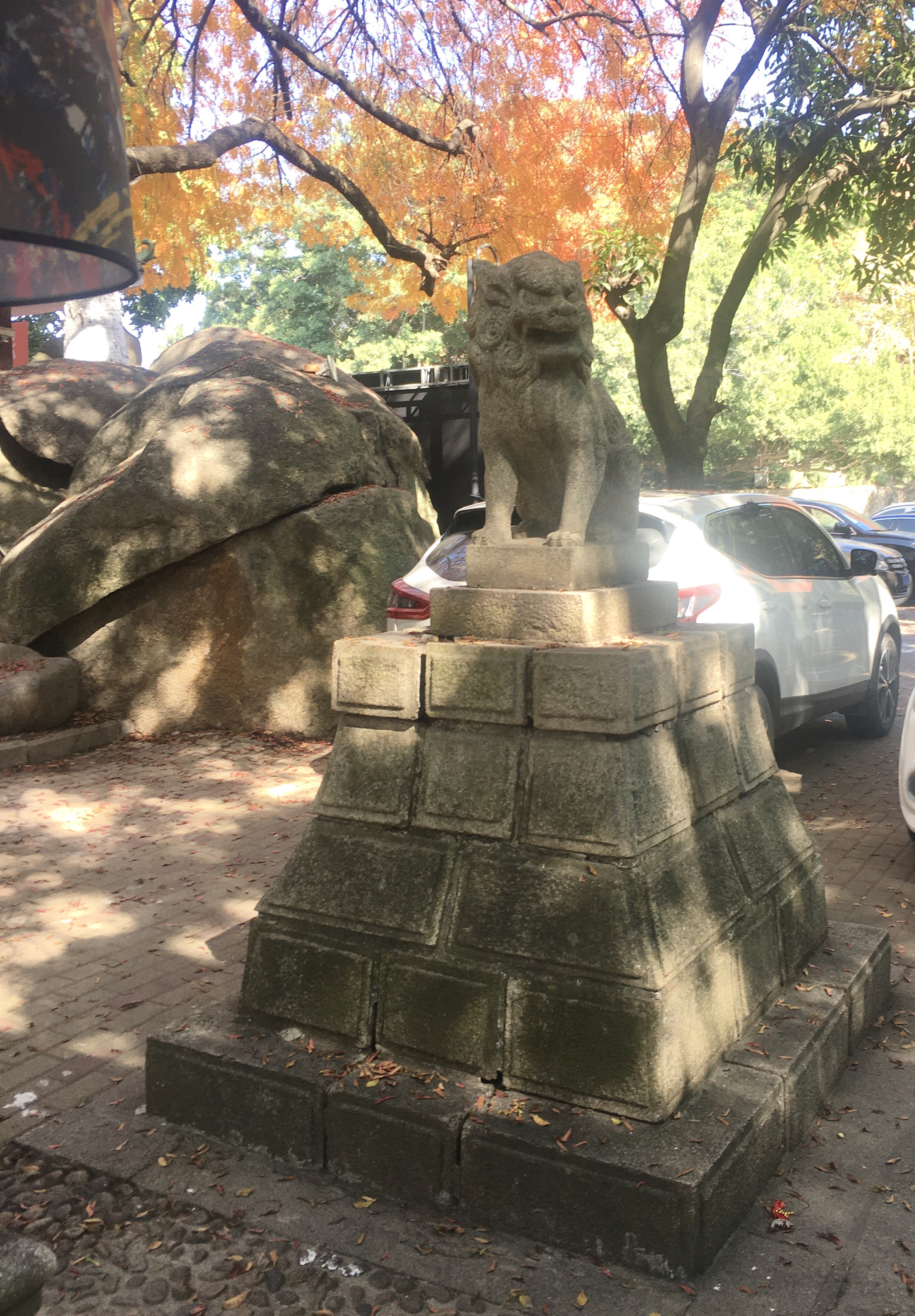
神社的狛犬之一，是神社为数不多仍然留存的遗迹。